# Kappa Triton
Kappa Triton is een kartonfabrikant uit Bad Nieuweschans. Ze behoort tot de Smurfit Kappa Groep.
Na een mislukte start in 1870  ontstaan in 1888 onder de naam de Dollard, het huidige Solidus Solutions Bad Nieuweschans. Aanvankelijke werd er stro uit de omgeving verwerkt tot strokarton. 
De locatie Coevorden ontstond in 1926 onder de naam Hollandia Coevorden. 
Een vooruitstrevende fabriek die al in 1964 op een rondzeefmachine karton ging maken van oud papier. 
Na de oorlogen te hebben overleefd, is de Dollard als zelfstandige onderneming gaan investeren om te overleven. 
In de omtrek, waar veel strokartonindustrie aanwezig was, sloot de ene na de andere fabriek. 
In 1975 werd definitief afscheid genomen van stro als grondstof en ging met volledig over op de verwerking van oud papier.
Op een bepaald moment was het toch nodig om bij een groter concern te gaan horen, om een verzekerde afzet te genereren. 
Buhrmann Tetterode nam het bedrijf over.
In 1989 ontstond de divisie Triton Karton, toen bestaande uit de Dollard Karton, Hollandia uit Coevorden en het voormalige Ceres uit Oude Pekela. 
In 1998 werd de verpakkingspoot waarin Triton Karton b.v. opereert afgestoten. 
Gesteund door de Ierse investeringsgroep CVC en Cinven ontstond Kappa Packaging, een bedrijf met papier, massiefkarton en golfkarton bedrijven. Het voormalige Ceres, onderdeel van Triton Karton, ging tot een andere groep behoren binnen Kappa Packaging.
In 2005 fuseerde Kappa Packaging met Jefferson Smurfit tot Smurfit Kappa.  De divisie Smurfit Kappa Solid Board bestaat nu uit
"Smurfit Kappa Triton Coevorden", "Kappa Attica (Pekela)", "Smurfit Kappa De Halm (Hoogkerk)" en "Smurfit Kappa Triton Nieuweschans".
In 2015 heeft SKG de Solid Board tak moeten afstoten waardoor Solidus Solutions is ontstaan met 4 mills, Bad Nieuweschans, Oude Pekela, Hoogkerk en Coevorden. 